# Kondlahalli, Molakalmuru
Kondlahalli là một làng thuộc tehsil Molakalmuru, huyện Chitradurga, bang Karnataka, Ấn Độ.